# Tall Madik
Tall Madik (arab. تل مضيق) – wieś w Syrii, w muhafazie Aleppo. W 2004 roku liczyła 398 mieszkańców.